# 克雷瓦塞山谷冰川
76°46′S 145°30′W / 76.767°S 145.500°W
克雷瓦塞山谷冰川（英語：Crevasse Valley Glacier）是南極洲的冰川，位於瑪麗伯德地，全長約50公里，流經徹斯特山脈和桑德斯山，最終注入蘇茲貝格灣，該冰川在1934年11至12月由美國探險隊發現。